# Георгій Маргвелашвілі (шахіст)
Георгій Маргвелашвілі (нар. 9 лютого 1990, Тбілісі) – грузинський шахіст, гросмейстер від 2010 року.

## Шахова кар'єра
Неодноразово представляв Грузію на чемпіонатах світу та Європи серед юніорів у різних вікових категоріях, найбільшого успіху досягнувши 2004 року в Юргюпі, де завоював титул чемпіона Європи до 14 років. Двічі (2003, 2006) виступав за національну збірну на олімпіадах серед юніорів до 16 років, у 2006 році вигравши дві медалі (срібну в командному заліку і бронзову в особистому заліку на 1-й шахівниці).
Гросмейстерські норми виконав у роках: (2006, турнір North American Spring GM, поділив 3-тє місце позаду Віктора Міхалевського і Віталія голода, разом з Юрієм Шульманом), Тбілісі (2008, чемпіонат Грузії, срібна медаль після поразки у фіналі від Левана Панцулаї) , а також в Пуерто-Мадріні (2009, чемпіонат світу серед юніорів до 20 років, поділив 6-9-те місце).
У 2004 році переміг (разом з Давітом Магалашвілі на турнірі B меморіалу Тиграна Петросяна, який відбувся в Тбілісі. 2005 року посів 2-ге місце (позаду Левона Бабуяна) в Севані. У 2007 році поділив 2-ге місце (позаду Михайла Гуревича, разом із зокрема, Леваном Панцулаєю, Ельтаджем Сафарлі і Давідом Арутюняном) на турнірі за швейцарською системою в Стамбулі, а також здобув у Тбілісі титул чемпіона Грузії серед юніорів до 18 років. 2009 року виграв у Тбілісі золоту медаль чемпіонату Грузії серед юніорів до 20 років, тоді як у 2010 році посів 2-ге місце (позаду Тимура Гареєва) на турнірі за круговою системою UWI Masters в Кінгстоні.
Найвищий рейтинг Ело в кар'єрі мав станом на 1 жовтня 2012 року, досягнувши 2582 очок займав тоді 6-те місце серед грузинських шахістів.